# Paula DeAnda
Paula DeAnda (Corpus Christi, 3 de novembro de 1989) é uma cantora estadunidense de ascendência mexicana do gênero R&B/Pop e atriz.

## Biografia
Paula cresceu escutando Selena, Shania Twain, LeAnn Rimes entre outros cantores, ouvindo com seus primos e amigos. Logo começou a fazer aulas de piano e cantando na sua cidade natal. Assim começou a cantar em casamentos e em muitos outros lugares em San Angelo.
Paula tem três irmãos: duas irmãs (Brandi e Jessica) e um irmão(Sterling). Sua mãe Barbara é enfermeira, e deixou sua carreira para viajar com Paula. Seu pai deu a maior força para realizar seu sonho.
Em 2002, sua família decidiu mudar para Corpus Christi para assim finalmente promover sua carreira musical.
Sua carreira começou quando Clive Dias assinou com a Arista (gravadora). Doing Too Much era sua única música para o seu álbum que Paula tinha em mãos já lançados. "Walk Away" foi liberado em julho de 2006 nos Estados Unidos. Seu primeiro álbum foi liberdo em 29 de agosto de 2006 com participações de: The Day, Bow Wow, Lil Wayne, V Nice, AK´Sent, e P.B em suas músicas.
Paula trabalhou com diversos músicos conhecidos nos Estados Unidos e no mundo para desenvolver seu álbum como: Natalie, Baby Bash, Sean Garrett, Ne-Yo. E os produtores: Happy
Perez, Mike Aguirre e Timbaland.
Em 2007, a Arista liberou o terceiro single "When it was me" e em julho de 2007, o single mais atrasado "Easy" que desde que foi lançado está tornado-se mais tocado pelas rádios americanas.
E seus melhores amigos: JoJo, Bow Wow, Sean Kingston e Chris Brown.
Atualmente, Paula está trabalhando em seu novo álbum, que será lançado em 2009. Muitas faixas gravadas por Paula vazaram na internet após a descoberta de que ela estaria gravando um novo álbum. Dentre as faixas estão "Marching", "I Was Ready" e "Stunned Out", que foram sucessos em downloads. Não há confirmação se as faixas que vazaram vão estar no repertório do novo álbum ou não.
Em 2008, Paula iniciou o seu segundo trabalho em estúdio, com lançamento previsto para 2009 ou 2010. Um single havia sido confirmado e lançado, "Roll the Credits", e um videoclipe estava planejado para o mesmo, mas o single falhou comercialmente.
Em 2010, após algumas decisões, Paula e Arista romperam seu contrato, e desde então Paula estava procurando outra gravadora.
Um single, "Besos" foi lançado por Paula em Agosto deste ano (2011). Ela assinou contrato com a LSR Entertainment, e segundo alguns rumores e fotos disponíveis na internet, um clipe será lançado para o single "Besos", e talvez, até um novo álbum de estúdio da cantora.

## A voz
Paula deanda é considerada uma mezzosoprano , sua extensão vocal sem falsete é ( F3 - D5)
embora consiga notas agudas como A5, C6 e F#6 totalizando 3,2 oitavas

## The Voice
Paula ingressou na 6° temporada do reality americano, no time de Blake Shelton.

## Discografia

### Álbuns
- 2006 - Paula DeAnda
- 2008 - Nome não definido

### Singles
| Ano  | Título                                       | Posições | Posições | Posições         | Posições | Posições | Álbum        |
| Ano  | Título                                       | U.S.     | U.S. Pop | U.S. Pop Airplay | AUS      | NZ       | Álbum        |
| ---- | -------------------------------------------- | -------- | -------- | ---------------- | -------- | -------- | ------------ |
| 2006 | "What Would It Take"                         | —        | —        | —                | —        | —        | Demo Track   |
| 2006 | "Doing Too Much"(featuring Baby Bash)        | 41       | 21       | —                | —        | —        | Paula DeAnda |
| 2006 | "Walk Away (Remember Me)"(featuring The DEY) | 18       | 10       | 5                | 60       | —        | Paula DeAnda |
| 2007 | "When It Was Me"                             | 113      | —        | 25               | 41       | —        | Paula DeAnda |
| 2007 | "Easy"(com Bow Wow/Lil Wayne)                | 64       | 32       | 20               | —        | —        | Paula DeAnda |
| 2008 | "Marching"                                   | TBA      | TBA      | TBA              | TBA      | TBA      | TBA          |
| 2008 | "Stunned Out"(com Yung Joc)                  | TBA      | TBA      | TBA              | TBA      | TBA      | TBA          |
| 2008 | "We're Good"(com Frankie J)                  | TBA      | TBA      | TBA              | TBA      | TBA      | TBA          |